# بيدرو بونيلا
بيدرو بونيلا (بالإسبانية: Pedro Bonilla)‏ هو دراج كولومبي، ولد في 28 فبراير 1967.

## وصلات خارجية
- بيدرو بونيلا على موقع أوليمبيديا (الإنجليزية)